# ميني بيرل
سارة أوفيليا كولي كانون (بالإنجليزية: Minnie Pearl)‏ (25 أكتوبر 1912 - 4 مارس 1996)، المعروفة باسمها الفني ميني بيرل، هي فنانة كوميدية ريفية أمريكية ظهرت في برنامج غراند أول أوبري لأكثر من خمسين عاما (1940-1991) وعلى البرنامج التلفزيوني هي هو في الفترة من 1969 إلى 1991.

## السيرة

### بدايات حياتها
ولدت سارة كولي في سنترفيل، في مقاطعة هيكمان، تينيسي، على بعد 50 ميلا (80 كم) جنوب غرب ناشفيل. وكانت الأصغر بين خمس بنات لحطّاب ثري في سنترفيل.
تخرجت من جامعة وارد-بلمونت (وهي الآن جامعة بلمونت)، والتي كانت وقتها مدرسة مرموقة للسيدات الشابات في ناشفيل، حيث تخصصت في دراسات المسرح والرقص التي كانت ذات شعبية. وبعد تخرجها، قامت بتدريس الرقص على مدى السنوات القليلة التالية.

### مسيرتها الفنية
كان أول عمل مسرحي احترافي لها مع شركة واين سيويل للإنتاج، وهي شركة مسرح يقع مقرها في أتلانتا. قامت بيرل بإنتاج وإخراج المسرحيات الكوميدية والموسيقية لصالح المنظمات المحلية في البلدات الصغيرة في أنحاء جنوب شرق الولايات المتحدة.
قدمت ميني بيرل أعمالا قصيرة في منظمات المجتمع المدني، وذلك كجزء من عملها لتعزيز برامج المجموعة. وخلال هذه الفترة قامت بتكوين شخصية ميني بيرل. قابلت بيرل امرأة من الجبال في ألاباما عندما كانت تقدم مسرحية كوميدية موسيقية، وأصبحت هذه المرأة أساسا لشخصية ميني بيرل. قدمت سارة كولي أول عرض لها باسم ميني بيرل في عام 1939. كما اشترت قبعتها التي اشتهرت بها من متجر سوراسكي براذرز وسط مدينة أيكن في كاورلاينا الجنوبية، وذلك قبل بداية العرض. في العام التالي، شاهدها المدراء التنفيذيون في إذاعة WSM في ناشفيل وهي تقدم عرضا في مؤتمر المصرفيين في سنترفيل وأعطوها فرصة لتظهر على غراند أول أوبري في 30 نوفمبر 1940. حققت بيرل النجاح في أول ظهور لها وظلت تظهر بانتظام على البرنامج لنحو خمسين عاما.
كانت كوميديا بيرل تحاكي الثقافة الريفية الجنوبية، وغالبا ما تسمى ثقافة «هيلبيلي». وكانت دائما ترتدي فساتين بسيطة وارتدت قبعة تتدلى منها بطاقة سعر مكتوب عليها 1.98 دولار. وكانت فكاهتها تعتمد في كثير من الأحيان على السخرية من الذات، ومحاولاتها الفاشلة لجذب انتباه شخص ما، ولاحقا كانت تسخر من تقدمها في السن. كما أدت الفقرات حول أقاربها الفاشلين، مثل «أخيها» الذي كان بطيء الفهم وحكيما في نفس الوقت. كما غنت العديد من الأغنية الكوميدية. وغالبا ما رقصت مع غراندبا جونز.

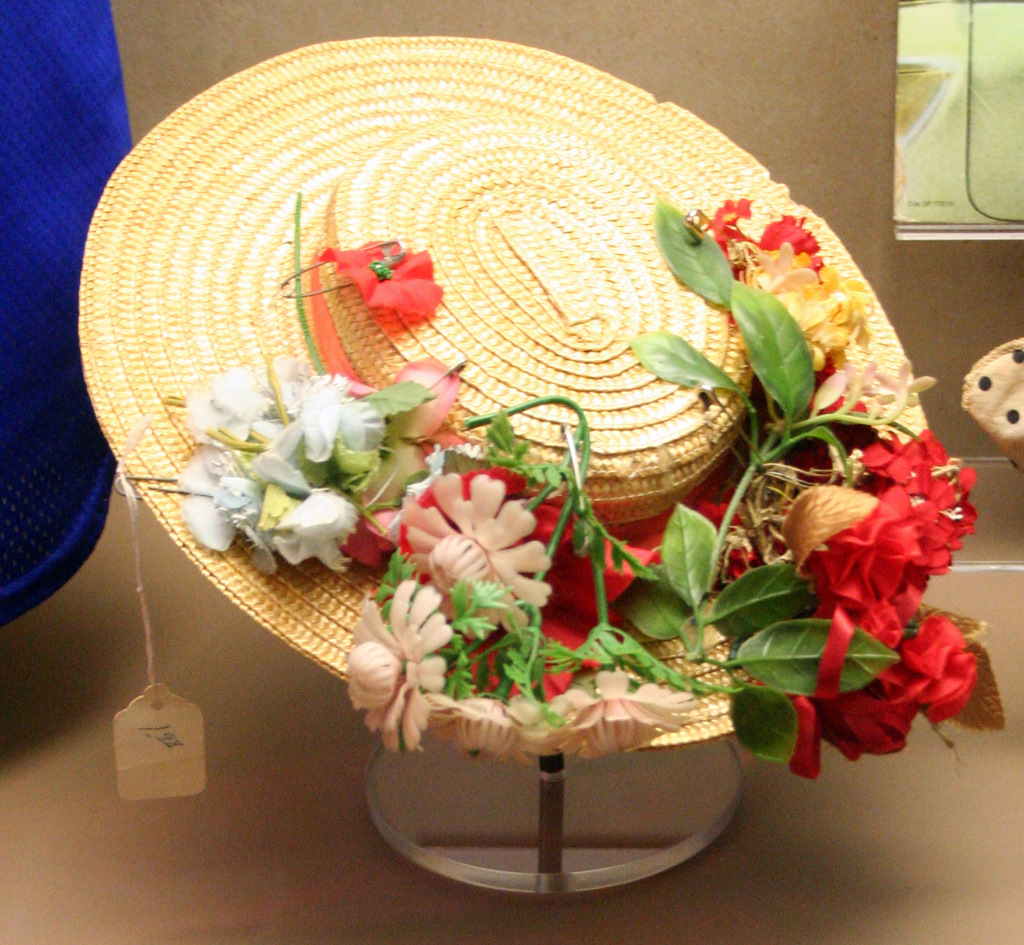
قبعة بيرل معروضة في المتحف الوطني للتاريخ الأميركي في واشنطن العاصمة

استمدت بيرل أغلب موادها من مسقط رأسها في سنترفيل، وكانت تدعوها باسم غرايندرز سويتش. في الحقيقة فإن غرايندرز سويتش هو تجمع سكني صغير خارج سنترفيل به محول لتحريك سكة الحديد. أدرك معارف بيرل أن شخصياتها مستندة إلى حد كبير على أهل سنترفيل الحقيقيين. أصبحت غرايندرز سويتش موقعا للمعجبين والسياح ما سبب مشاكل في المرور، الأمر الذي جعل قسم الطرق السريعة في مقاطعة هيكمان يغير العلامة التي تشير إلى غرايندرز سويتش ليصبح اسمها طريق هيكمان سبرينغز.
قامت كانون بتصوير شخصية ميني بيرل لسنوات عديدة على التلفزيون، أول مرة كانت في أوزارك جوبيلي على محطة ايه بي سي في أواخر الخمسينات؛ ثم على برنامج هي هو على سي بي اس. كما ظهرت عدة مرات في برنامج فورد على إن بي سي من تقديم تينيسي إيرني فورد. كما ظهرت كضيفة على برامج ألعاب مثل ماتش غيم في عام 1976 وهوليوود سكويرز في عام 1980. وكانت آخر عرض منتظم لها على شاشة التلفزيون في برنامج «ناشفيل الآن» من تقديم رالف إيمري على شبكة ناشفيل (TNN). قدمت في البرنامج فقرة أسبوعية، بعنوان «دع ميني تسرق نكتك»، حيث تقوم بقراءة النكات المقدمة من المشاهدين، وتمنح جوائز لأفضل النكات.
ظهرت بدور خاص في فيلم ابنة عامل المناجم، حيث ظهرت في أوبري بدور شخصيتها ميني بيرل.

### حياتها الأسرية
تزوجت سارة كولي من هنري كانون في 23 فبراير 1947، وكان طيارا مقاتلا في سلاح الجو خلال الحرب العالمية الثانية، وكان وقتها شريكا في خدمة تأجير الطائرات. بعد الزواج، أنشأ هنري كانون خدمة تأجير طائرات خاصة به، وخدم العديد من الفنانين، وتولى إدارة شخصية ميني بيرل. لم ينجب الزوجان أي أطفال. وفي عام 1969 اشترى الزوجان منزلا كبيرا في ناشفيل بجوار قصر حاكم ولاية تينيسي. ارتادت كانون كنيسة برنتوود الميثودية إلى الجنوب من ناشفيل، حيث تبرعت أيضا بجهاز أورغان.

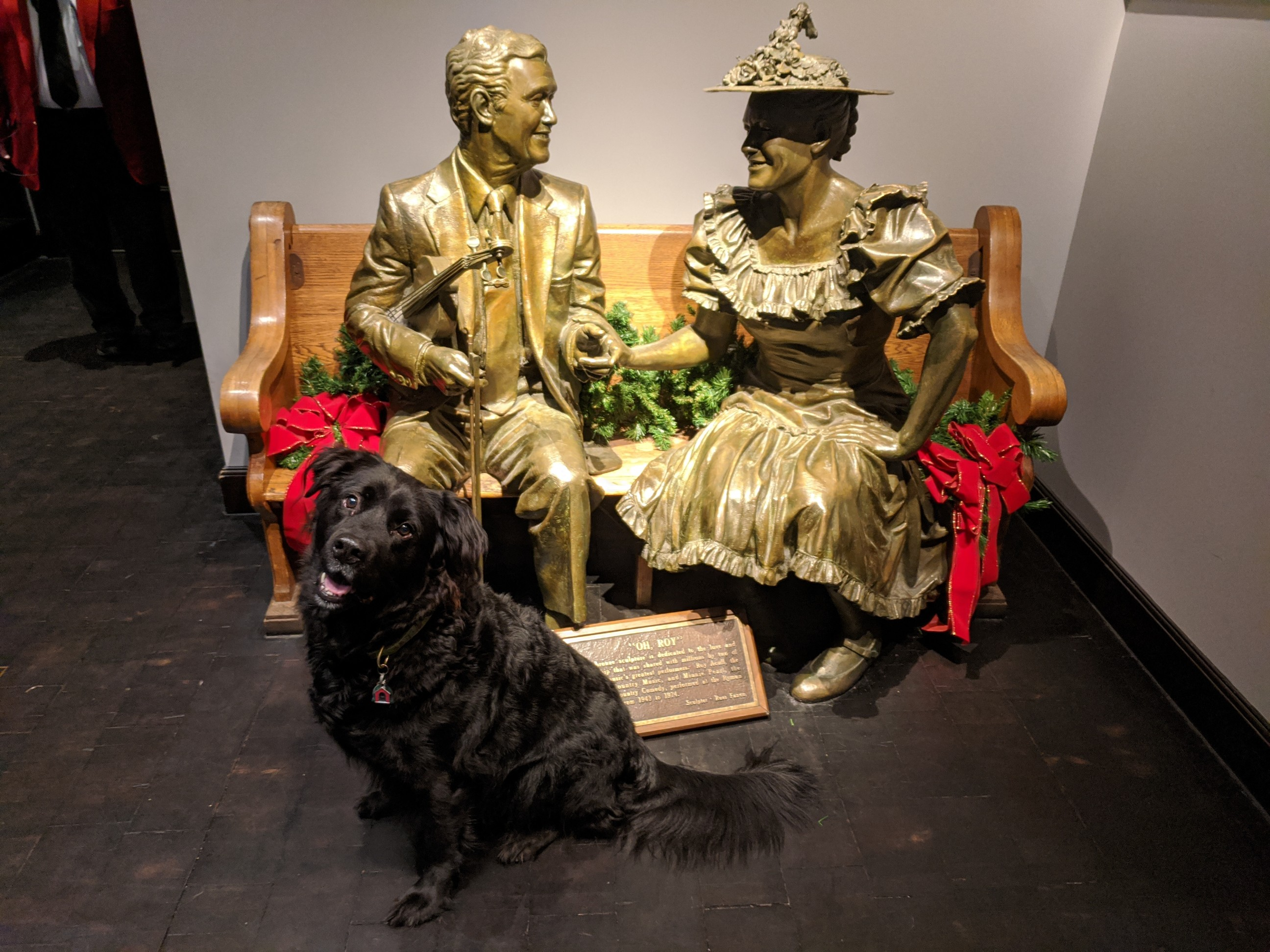
تمثال بالحجم الطبيعي لميني بيرل يجلس على مقعد طويل إلى جانب تمثال روي أكوف في بهو صالة ريمان.

### مطاعم الدجاج
في أواخر الستينات قام رجل أعمال من ناشفيل يدعى جون جاي هوكر بإقناع كانون والمطربة الإنجيلية ماهاليا جاكسون بإعارة اسميهما لسلسلة مطاعم دجاج مقلي أنشئت لتنافس دجاج كنتاكي. سجلت سلسلة المطاعم نتائج جيدة في البداية وبلغت الأسهم العامة 64 مليون دولار، إلا أن المشروع انهار وسط مزاعم بمخالفات وتلاعب بأسعار الأسهم. أجري تحقيق من قبل هيئة الأوراق المالية والبورصات الأمريكية وتمت تبرئة كل من كانون وجاكسون من تورطهما في المخالفات المالية، ولكن الدعاية السلبية سببت لهم إحراجا.

### أبحاث السرطان
خضعت ميني بيرل لعلاج مكثف في صراعها مع سرطان الثدي، حيث أجرت عملية لاستئصال الثديين وجلسات علاج إشعاعي، وأصبحت المتحدثة باسم المركز الطبي في ناشفيل حيث كانت تخضع للعلاج. وقد تولت دور المتحدثة باسمها الحقيقي، سارة أوفيليا كانون، وليس ميني بيرل، ولكن تم إنشاء منظمة غير ربحية باسم مؤسسة ميني بيرل للسرطان للمساعدة في تمويل أبحاث السرطان. أما المركز الذي عولجت فيه فقد سمي لاحقا باسم مركز سارة كانون للسرطان، وتمت توسعته إلى عدة مستشفيات أخرى في شرق تينيسي وجنوب كنتاكي. كما وضع اسمها على معهد سارة كانون للأبحاث.

### السنوات الأخيرة
عانت بيرل من جلطة دماغية خطيرة في يونيو 1991،  ما أوصل مسيرتها الفنية إلى نهايتها. أقامت بعدها في دار للرعاية في ناشفيل، حيث زارها العديد من شخصيات موسيقى الريف، مثل تشيلي رايت، فينس جيل، وايمي غرانت. توفيت في 4 مارس 1996، عن عمر 83 عاما، وعزي موتها إلى مضاعفات سكتة دماغية أخرى. ودفنت في مقبرة ماونت هوب في فرانكلين، تينيسي.

## الإرث والتأثير
كان لبيرل تأثير هام على مغنيات الكانتري الأصغر سنا وفناني الكوميديا الريفية. ومنحت الميدالية الوطنية للفنون في عام 1992. في عام 2002، وضعت في المرتبة رقم 14 على استفتاء تلفزيون موسيقى الكانتري CMT عن أعظم 40 امرأة في عالم موسيقى الكانتري.
صادقت بيرل العديد من الفنانين خارج عالم موسيقى الكانتري مثل دين مارتن (ظهرت على حلقة من برنامج دين مارتن)، وبول روبنز (بي-وي هيرمان). وفي عام 1992، قدم روبنز أحد آخر عروضه بشخصية بي-وي هيرمان في برنامج تكريمي عن ميني بيرل.
تم تخصيص متحف لميني بيرل خارج غراند أول أوبري هاوس في أوبريلاند يو إس أيه (بجانب متحف آخر مخصص لروي أكوف)، ولكنه أغلق المتحف مع الحديقة في عام 1997. تم نقل العديد من القطع الأثرية إلى متحف جراند أول أوبري المتاخمة.

## الكتب
| العنوان | الناشر/الاستوديو  | سنة حقوق النشر |
| --- | ----------------- | -------------- |
| يوميات ميني بيرل/Minnie Pearl's Diary | Greenberg         | 1953           |
| عيد الميلاد مع ميني بيرل في غرايندرز سويتش/Minnie Pearl's Christmas at Grinder's Switch (مع تينيسي إيرني فورد)                           | Abingdon Press    | 1963           |
| ميني بيرل تطبخ/Minnie Pearl Cooks | Aurora Publishers | 1970           |
| ميني بيرل: سيرة ذاتية/Minnie Pearl: An Autobiography (مع جوان ديو)                                                                       | سايمون وشوستر     | 1980           |
| عيد الميلاد في غرايندرز سويتش/Christmas At Grinder's Switch (مع روي أكوف)                                                                | Abingdon Press    | 1985           |
| أفضل النكت التي قالتها ميني بيرل (مع بضع نكت سمعتها)/Best Jokes Minnie Pearl Ever Told (Plus a Few She Overheard!) (جمعها كيفن كينوورثي) | توماس نيلسون ‏     | 1999           |

## الألبومات
| العنوان                        | العلامة    | سنة حقوق النشر |
| ------------------------------ | ---------- | -------------- |
| Howdy!                         | Sunset     | 1960           |
| America's Beloved Minnie Pearl | Starday    | 1965           |
| The Country Music Story        | Starday    | 1966           |
| Lookin' Fer A Feller           | Starday    | 1967           |
| Grandpa Jones and Minnie Pearl | RCA Camden | 1973           |

### ظهور شرفي على الألبومات
| العنوان | العلامة           | سنة حقوق النشر |
| --- | ----------------- | -------------- |
| Country Music Caravan                                                                                                  | تسجيلات آر سي إيه | 1954           |
| Hall of Fame (Vol. 9), (مساهمة)                                                                                        | Starday           | حوالي 1969     |
| Thunder on the Road | Starday           | حوالي 1970     |
| Stars of the Grand Ole Opry                                                                                            | شركة راديو أمريكا | 1974           |
| Live at the Grand Ole Opry (مع هانك ويليامز)                                                                           | مترو غولدوين ماير | 1976           |
| New Harvest - First Gathering (ألبوم دولي بارتون؛ وتظهر بيرل في أغنية "Applejack")                                     | شركة راديو أمريكا | 1977           |
| Backstage at the Grand Ole Opry                                                                                        | شركة راديو أمريكا | 1980           |
| Surely You Joust (ألبوم راي ستيفنس؛ تظهر على أغنية "Southern Air")                                                     | MCA [الإنجليزية]  | 1986           |
| Out Among the Stars (ألبوم جوني كاش أصدر بعد وفاته؛ تظهر بيرل في أغنية "If I Told You Who It Was"، وسجل في الثمانينات) | تسجيلات كولومبيا  | 2014           |

### الأغاني المنفردة
أصدرت ميني بيرل عددا من الأغاني المنفردة على آر سي أيه فيكتور خلال الخمسينات، بما في ذلك عدد من الثنائيات مع غراندبا جونز. وخلال هذه الفترة ظهرت كضيفة شرف في اسطوانات تشيت أتكينز وإرنست تاب. انتقلت بيرل إلى تسجيلات ستارداي في الستينات. في سن الرابعة والخمسينات، سجلت أغنية Giddyup Go – Answer والتي وصلت للمركز العاشر على قائمة بيلبورد لأغاني الكانتري، وهي رد على أغنية ريد سوفاين الكلاسيكية "Giddyup Go"  كما سجلت لاحقا عددا من الأغاني مع سوفاين وبادي ستارشر.
عادت بيرل مجددا إلى آر سي أيه في عام 1974 عندما أصدرت مع أرشي كامبل أغنية ساخرة تحاكي أغنية As Soon As I Hang Up The Phone من غناء لوريتا لين وكونواي تويتي. في عام 1977، ظهرت مع عدد من أعضاء أوبري الآخرين على ألبوم New Harvest - First Gathering للمغنية دوللي بارتون، حيث اشتركت في أغنية "Applejack". في عام 1986، شاركت مع جيري كلاور في أغنية راي ستيفنس الكوميدية راي ستيفنز "Southern Air". ووصلت للمركز 70 في قائمة بيلبورد لأغاني الكانتري.

## وصلات خارجية
- Minnie Pearl at the Country Music Hall of Fame
- ميني بيرل على موقع IMDb (الإنجليزية)
- ميني بيرل على موقع الموسوعة البريطانية (الإنجليزية)
- ميني بيرل على موقع ميوزك برينز (الإنجليزية)
- ميني بيرل على موقع أول موفي (الإنجليزية)
- ميني بيرل على موقع إن إن دي بي (الإنجليزية)
- ميني بيرل على موقع ديسكوغز (الإنجليزية)
- ميني بيرل على موقع قاعدة بيانات الفيلم (الإنجليزية)